# 7372 Emimar
7372 Emimar este un asteroid din centura principală, descoperit pe 19 aprilie 1979, de J. C. Muzzio.